# Бабурін Рудольф Михайлович
Бабу́рін Рудо́льф Миха́йлович (*19 січня 1944, село Мала Воложик'я, Можгинський район) — радянський тренер з біатлону, заслужений тренер РРФСР (1986).
1970 року закінчив Київський державний інститут фізичної культури. Рудольф Михайлович є вихованцем заслуженого тренера РРФСР Н. В. Замостьянова. Перший тренер заслуженого майстра спорту СРСР В. О. Медведцева.